# Fukalite
La fukalite è un minerale.